# XSplit
XSplit es una aplicación de transmisión en vivo y mezcla de videos desarrollada por SplitmediaLabs. Se usa principalmente para transmisión en vivo o grabación de video. Una versión de Steam fue publicada por Devolver Digital el 12 de junio de 2016.

## Conjunto
Hay dos productos en XSplit, XSplit Broadcaster y XSplit Gamecaster (de los cuales hay versiones gratis y de pago)
XSplit Broadcaster, actúa como un mezclador de video, donde es capaz de cambiar entre varias configuraciones de medios (también conocidas como "escenas") mientras lo mezcla dinámicamente con otras fuentes como cámaras de video, regiones de pantalla, captura de juegos y fuentes de flash. Estas fuentes se usan para crear una producción de transmisión tanto para distribución en vivo como a pedido en la web.
XSplit Gamecaster, por otro lado, es una aplicación de grabación y transmisión en vivo, diseñada para jugadores ocasionales que de inmediato deseen iniciar la transmisión en vivo o grabar su juego con una configuración y configuración mínimas.

## Historia

### XSplit Broadcaster
En diciembre de 2010, SplitmediaLabs anunció que XSplit entraría en beta pública. Fue durante este tiempo que ganó popularidad, en gran parte debido a la palabra de boca en boca de sus usuarios. También se debatió ampliamente en el tablón de mensajes de Team Liquid, una organización profesional de deportes electrónicos.
XSplit Broadcaster 1.0 fue lanzado oficialmente el 13 de abril de 2012, lo que formalmente marcó el final de su período de beta pública. El lanzamiento también marcó el inicio de su esquema de fijación de precios de freemium, que se encontró con reacciones mixtas.
Poco antes de lanzar XSplit Broadcaster versión 1.1, SplitmediaLabs y AVerMedia hicieron oficial su asociación. Se centró en AVerMedia con licencias de tres meses de XSplit junto con su tarjeta de captura Live Gamer HD C985.
En agosto de 2012, se lanzó XSplit 1.1. Contenía correcciones de errores, mejoras para las funciones existentes e introducía nuevas características para los usuarios que pagaban.
XSplit Broadcaster 1.2 se hizo público en enero de 2013. Esta actualización incluye mejoras en el rendimiento y soporte para nuevos dispositivos de hardware como Elgato Game Capture HD.
XSplit Broadcaster 1.3 se lanzó en noviembre de 2013. Esta versión contenía correcciones de seguridad para evitar problemas de inicio de sesión informados por algunos usuarios. Aparte de esto, la actualización también contenía compatibilidad completa de la plataforma Twitch para todos los usuarios, compatibilidad mejorada en Game Source con juegos como Battlefield 4, Call of Duty: Ghosts, Hearthstone: Heroes of Warcraft, etc., y compatibilidad mejorada con la captura de tarjetas para AVerMedia, Hauppauge, Elgato, Matrox y otras cartas.

## XSplit Gamecaster
En diciembre de 2013, se compartió al público una versión anticipada de XSplit Gamecaster. En enero de 2014, se compartió una vista previa de XSplit Gamecaster entre los miembros de la prensa, cuya versión completa se hizo pública en febrero de ese mismo año.
XSplit Gamecaster inicialmente solo estaba disponible para usuarios que compraron una licencia para XSplit Broadcaster; sin embargo, se agregó una versión gratuita más adelante.
También se estableció una asociación entre MSI y XSplit en marzo, donde el nuevo hardware de juegos MSI incluiría XSplit Gamecaster preinstalado y configurado.

### XSplit V2
A mediados de noviembre de 2014, XSplit V2 se lanzó al público en general. Antes del lanzamiento, los usuarios solo podían probar la versión beta pública y reportar errores a través del foro de soporte.
XSplit V2, que significa XSplit versión 2, fue una actualización importante tanto para XSplit Broadcaster como para XSplit Gamecaster. Además de las mejoras estéticas, el cambio principal en esta versión se caracterizó por hacer que las funciones que antes solo estaban disponibles para los usuarios pagados también estén disponibles para los usuarios gratuitos.
También contenía nuevas características como Scene Preview Editor, Express Video Editor, Audio Monitor, Web Page URL Source, etc.